# Стоматолошки факултет Универзитета у Београду
Стоматолошки факултет је један од факултета на Универзитету у Београду. Налази се у градској општини Врачар, у улици Доктора Суботића старијег бр. 8. Основан је 1948. године. Декан факултета је проф. др Војкан Лазић.

## Историја
Између два светска рата, 1919—1941. стоматолошку здравствену заштиту у Београду, Србији и Југославији је обављао мали број доктора медицине од којих су неки били специјалисти за болести уста и зуба. Прва зубна клиника је отворена 1924. у Поенкареовој/Македонској 10. Крајем треће деценије се појавило неколико стоматолога који су завршили факултете у Европи и Америци. 
У Београду је после Другог светског рата радило 108 стоматолога што се показало као недовољно и јавила се потреба да стоматолошки факултети изграђују стручњаке–здравствене радника који би, поред општег медицинског образовања, савладали савремену стоматолошку материју кроз теоријску и практичну наставу како би се оспособили да самостално делују на овом пољу науке. Влада Републике Србије је донела Уредбу о оснивању Стоматолошког факултета Универзитета у Београду 21. јуна 1948. године, а акт су потписали Благоје Нешковић и Милка Минић. За његово спровођење је одређена Комисија коју су чинили председник и професор Медицинског факултета Универзитета у Београду Александар Ђорђевић, професор и ректор Медицинске велике школе у Београду  Ксенофон Шаковић и професор Медицинског факултета и директор Одонтостоматолошке клинике Медицинског факултета Љубомир Ђоковић. Први руководилац новооснованог Факултета је био Александар Ђорђевић. У организовању и извођењу наставе са студентима стоматологије учествовали су и наставници Медицинског, као и Ветеринарског и Фармацеутског факултета Универзитета у Београду. Током 1949. године Факултетом је руководио новоизабрани наставник др Али Алојзије Куралт, а затим демобилисани санитетски мајор Народноослободилачка војска Југославије Иван Бикар. У почетку су постојале комисије за изградњу Факултета, за редовну наставу и за студентске молбе и жалбе, 1948—49. су бројали 225 студената, од тога 138 са прве, четрдесет и шест са друге и тридесет и једног студента са треће године. Студенти уписани у другу и трећу годину су прешли са Медицинског факултета у Београду са положеним испитима из претходних година студија. Наставно особље су чинили пет наставника и два асистента, а 1948—49. тринаест хонорарних наставника и седам асистената са Медицинског, Ветеринарског и Фармацеутског факултета. Године 1950. је изабран за првог декана доц. др Љубомир Ђоковић, а за продекана др Лазар Петровић. Крајем летњег семестра, 1949—50. се приступило отварању клиника за стоматолошке предмете. Одлуку за називе стоматолошких клиника на предлог Савета Факултета је донео Савет за просвету и културу Социјалистичке Републике Србије. Клиника за патологију и терапију зуба је почела са радом 6. априла 1950, одсеци за тријажу и екстракцију зуба раде у новим просторијама од 19. маја 1950, Клиника за патологију и терапију уста је пресељена у нове просторије 19. маја 1950, Клиника за стоматолошку протетику почиње са радом у Предклиничкој протетици 13. марта 1950. и у Клиничкој протетици 20. јуна исте године, Клиника за ортодонцију ради од 1. јуна 1950. и Клиника за дечју и превентивну стоматологију од 3. јануара 1951. године. При клиникама за Стоматолошку протетику, Стоматохирургију и Ортодонцију постоје лабораторије са одговарајућим бројем зубних техничара, као и Централна клиничка лабораторија за биохемијска, хематолошка, бактериолошка и патохистолошка испитивања, као и фотолабораторија. Маја 1950. је основана Централна библиотека Стоматолошког факултета. Поред књига бивше Одонтостоматолошке клинике које је Медицински факултет уступио Стоматолошком факултету, у први књишки фонд библиотеке су ушле и књиге професора Атанасија Пуља које су представљале основу за развој библиотеке новооснованог Факултета: око 900 књига и тридесет наслова часописа. Велики број књига су донирали Универзитет у Београду, Српска академија наука и уметности, Британски савет, Америчка читаоница, Светска здравствена организација, Светска стоматолошка федерација и други. Оформљено је седам приручних библиотека стоматолошких клиника и четири институтске. Библиотека је претплаћена на иностране часописе бројних земаља Европе, Америке и Аустралије и данас располаже са 8000 књига и тридесет и пет наслова часописа.

## Декани
Од оснивања 1948. до 1950. године, факултет није имао декана, већ су њиме управљали руководиоци. За првог руководиоца факултета изабран је редовни професор Медицинског факултета др Александар Ђорђевић. Током 1949. године руководилац је био новоизабрани наставник др Али-Алојзије Куралт, а затим демобилисани санитетски мајор НОВЈ др Иван Бикар.
Први декан Стоматолошког факултета био је др Љубомир Ђоковић изабран 1950. године. Једини је декан Стоматолошког факултета који је био декан у два наврата, од 1950. до 1957. и од 1965. до 1967. године, те је први и трећи декан факултета. Такође је и декан који је најдуже био на тој функцији. Др Иван Бикар је једини који је био руководилац пре избора декана (1949/50), а потом декан Стоматолошког факултета (1959—1962).
Тренутни, 19. декан Стоматолошког факултета је др Војкан Лазић који је изабран 2024. године.
| Број | Декан                 | Почетак функције | Завршетак функције |
| ---- | --------------------- | ---------------- | ------------------ |
| 1.   | Љубомир Ђоковић       | 1950.            | 1957.              |
| 2.   | Лазар Петровић        | 1957.            | 1959.              |
| 3.   | Љубомир Ђоковић       | 1965.            | 1967.              |
| 4.   | Иван Бикар            | 1959.            | 1962.              |
| 5.   | Бранко Кеслер         | 1962.            | 1965.              |
| 6.   | Данило Брановачки     | 1967.            | 1971.              |
| 7.   | Никола Мађановић      | 1971.            | 1973.              |
| 8.   | Гојко Сокић           | 1973.            | 1977.              |
| 9.   | Алекса Пишчевић       | 1977.            | 1979.              |
| 10.  | Божидар Јојић         | 1979.            | 1983.              |
| 11.  | Миодраг Косовчевић    | 1983.            | 1987.              |
| 12.  | Драган Кубуровић      | 1987.            | 1991.              |
| 13.  | Драган Белоица        | 1991.            | 1996.              |
| 14.  | Властимир Петровић    | 1996.            | 2000.              |
| 15.  | Војислав Лековић      | 2000.            | 2006.              |
| 16.  | Драгослав Стаменковић | 2006.            | 2012.              |
| 17.  | Мирослав Вукадиновић  | 2012.            | 2018.              |
| 18.  | Алекса Марковић       | 2018.            | 2024.              |
| 19.  | Војкан Лазић          | 2024.            | још траје          |